# Maškovce
Maškovce (in ungherese Maskóc, in tedesco Maschendorf) è un comune della Slovacchia facente parte del distretto di Humenné, nella regione di Prešov.
Il villaggio venne citato per la prima nel 1574 quale località facente parte dei domini della Signoria di Humenné. Nel XVIII secolo passò ai conti Csáky che lo detennero per un secolo. Nel XIX secolo passò ai conti Andrássy.